# Estatua de la Libertad (Mitilene)

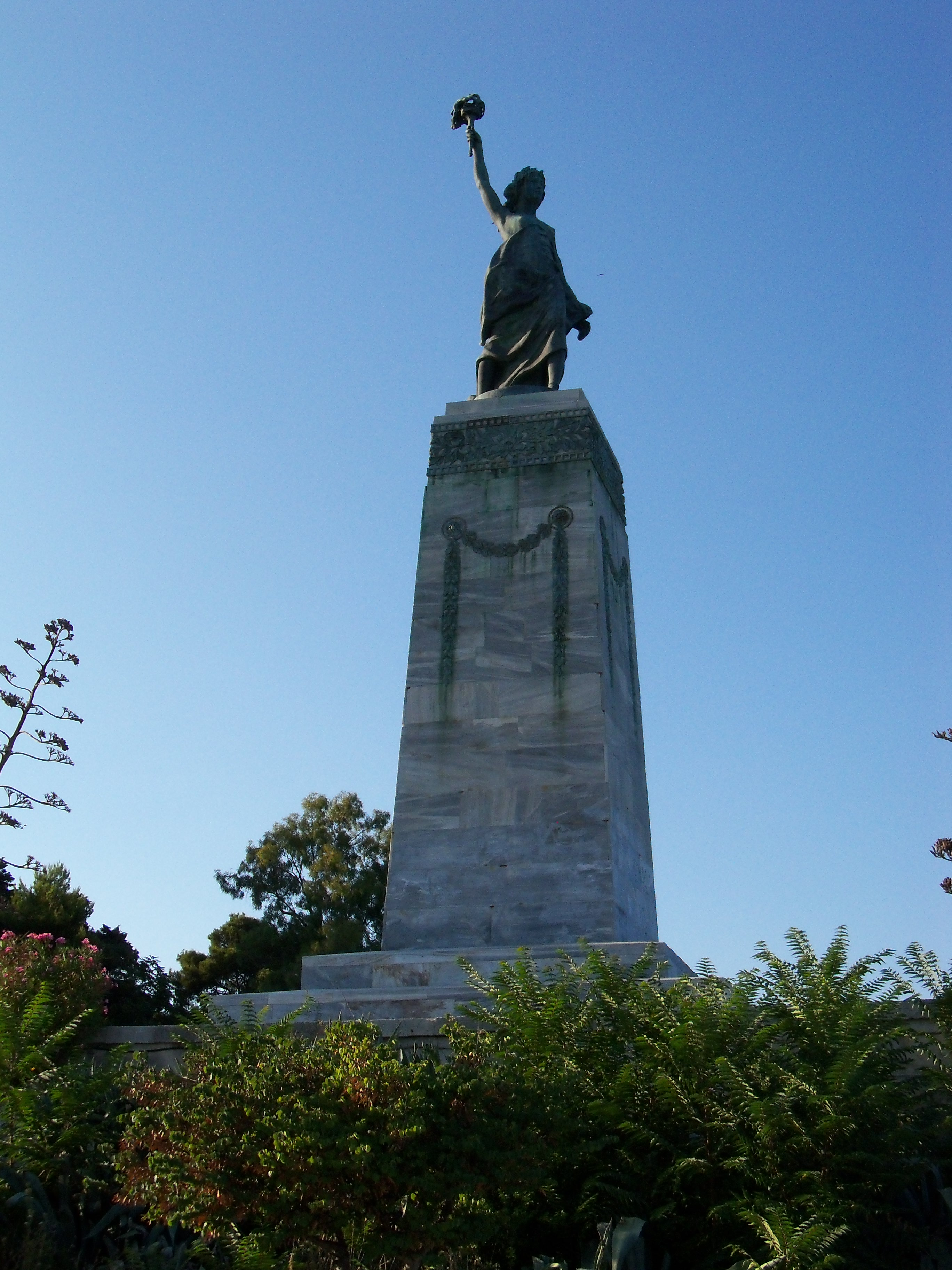
La Estatua de la Libertad

La Estatua de la Libertad (en griego: άγαλμα της ελευθερίας ) es una estatua de bronce erigida en el puerto de Mitilene en la isla de Lesbos en Grecia.
La estatua fue creada por el escultor griego Gregorios Zevgolis sobre la base de un diseño del pintor local Iakovides George. Fue realizada en Alemania en 1922, y erigida y dedicada en Mitilene en el año 1930.
La estatua y su pedestal de mármol miden 15 metros de altura.